# Museo de la Lengua Portuguesa
El Museo de la Lengua Portuguesa (en portugués: Museu da Língua Portuguesa) es un museo interactivo sobre el idioma portugués en la ciudad brasileña de São Paulo, se encuentra localizado en el histórico edificio de una antigua estación de tren, la Estação da Luz, en el Bairro da Luz. Fue concebido por la Secretaría de Cultura paulista en conjunto con la Fundación Roberto Marinho y tuvo un costo total de aproximadamente 37 millones de reales (14,5 millones de euros).
El objetivo central del museo es crear un espacio vivo e interactivo sobre la lengua portuguesa, considerada la base de la cultura brasileña, donde sea posible sorprender a los visitantes con aspectos inusitados y, muchas veces, desconocidos incluso hasta por los propios lusófonos. Según los organizadores del museo, se busca que la gente tenga acceso a nuevos conocimientos y reflexiones, de manera intensa y placentera.
El público al que está destinado es al ciudadano medio. Cualquier persona que quiera aprender un poco más sobre los orígenes, la historia y la continua evolución del idioma portugués, independientemente de su origen o clase social, disfrutará en el Museo.

## Idea y puesta en marcha

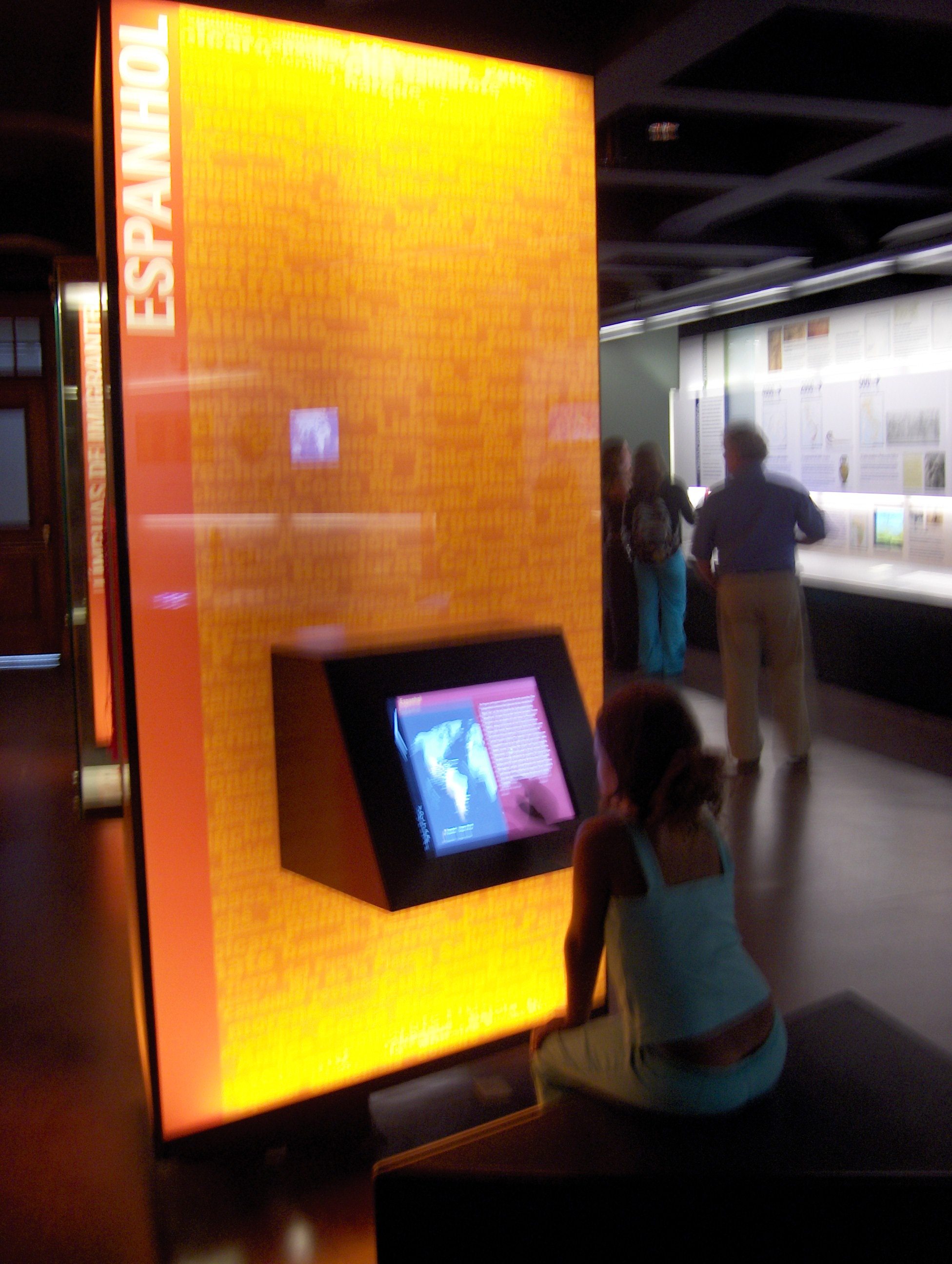
Fotografía que muestra la interactividad del espacio en la que se observa cómo se divierten los visitantes interactuando con los tótems y aprendiendo sobre las influencias de otras lenguas en el origen de las palabras portuguesas.

La idea surgió en 2001, empezó a tomar forma durante ese mismo año, cuando se comenzó a restaurar el terreno de la antigua estación ferroviaria de la Estação da Luz, y finalizó en 2006, con la inauguración del museo. Cabe destacar que, durante ese período, concretamente en 2004, la ciudad de São Paulo cumplió 450 años. Un gran apoyo para el proyecto fue la Ley de Incentivo a la Cultura que contribuyó al aporte de fondos para el proyecto. También es importante señalar que São Paulo goza de un gran argumento para ser sede del museo, que va más allá del puro simbolismo, pues es la ciudad con mayor cantidad de hablantes de portugués del mundo, contabilizando aproximadamente diez millones de personas.
Como miembros de la sociedad público-privada que hizo posible la puesta en marcha del museo destacan: el Ministerio de Cultura brasileño, IBM Brasil, Correios, Rede Globo, Petrobras, Vivo, Eletropaulo, Grupo Votorantim y Banco Nacional de Desenvolvimento Econômico e Social (BNDES). Contó también con el apoyo de la Fundación Calouste Gulbenkian, de la Comunidad de Países de Lengua Portuguesa (CPLP), de la Prefectura de São Paulo, de la Companhia Paulista de Trens Metropolitanos (CPTM), de la compañía de ascensores Otis, de los sistemas de climatización Carrier y de la Fundación Luso-Brasileña.
La idea surgió de Ralph Appelbaum, autor también del Museo del Holocausto, en Washington (Estados Unidos), y de la Sala de Fósiles del Museo de Historia Natural, en Nueva York. El proyecto arquitectónico del museo fue elaborado por Paulo y Pedro Mendes da Rocha, padre e hijo, ambos brasileños. La dirección de contenido del museo está a cargo de la socióloga Isa Grinspun Ferraz, que coordinó un equipo de treinta especialistas del idioma para el museo. La dirección artística es de Marcello Dantas.

## Ceremonia de inauguración

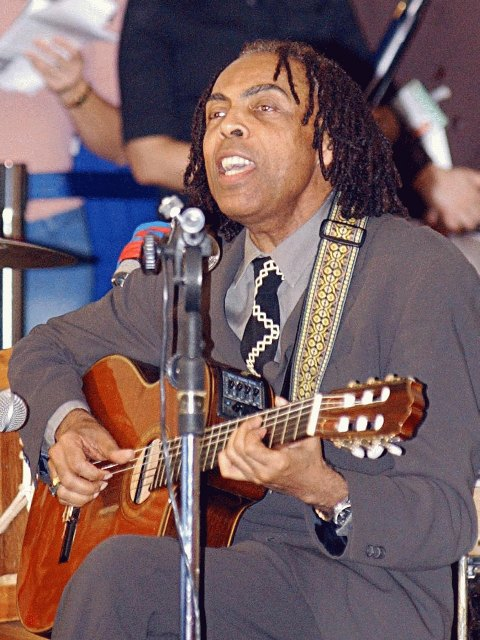
Gilberto Gil, exministro de cultura brasileño, asistió a la ceremonia de inauguración del museo en representación del presidente Lula da Silva.

El Museo fue inaugurado el lunes 20 de marzo de 2006. Asistieron a la ceremonia el entonces ministro de cultura y cantante Gilberto Gil, en representación del presidente brasileño Luiz Inácio Lula da Silva, la ministra de cultura de Portugal, Isabel Pires de Lima, el por entonces gobernador paulista Geraldo Alckmin, el expresidente brasileño Fernando Henrique Cardoso, António Carmona Rodrigues, presidente de la cámara municipal de Lisboa, el presidente de la Fundación Calouste Gulbenkian y otras autoridades, no solo de Portugal y Brasil, sino de todos los países lusófonos.

La lengua habla por sí misma. Es muy importante que el idioma sea tratado a través de museos, programas, acuerdos ortográficos, a través de procesos de liberalización de nuevas palabras y expresiones; el idioma es importante. La lengua es nuestra madre. El museo cuida todos los aspectos de la lengua escrita, hablada, de la lengua dinámica, la lengua de la interacción, la lengua del afecto, la lengua del gesto; de todo eso se va a encargar este museo

Así se expresó Gilberto Gil durante la ceremonia. Por su parte, el expresidente Fernando Henrique Cardoso, sociólogo de profesión, elogió la iniciativa al calificarla de fundamental, ya que muestra la identidad cultural de los brasileños: la expresión lingüística. También aprovechó la ocasión para recordar cuan importantes son los acuerdos ortográficos entre los pueblos que hacen uso de este idioma en el proceso de valorización de la lengua.
El proyecto es inédito, según informó Sílvia Finguerut, gerente de patrimonio y medio ambiente de la Fundación Roberto Marinho, afirmando que no existía en el mundo un museo exclusivamente dedicado a la lengua (este punto no es estrictamente cierto). Finguerut recordó, también, el simbolismo que tiene el lugar donde está emplazado el museo al destacar que durante muchas décadas, los inmigrantes que llegaban a São Paulo desembarcaban en esta estación ferroviaria, un lugar, por lo tanto, donde otras lenguas se encontraban con el portugués.
Geraldo Alckmin hizo alusión a la importancia de este museo para toda la comunidad lusófona. Citó a Eça de Queirós, el gran escritor nacido en Póvoa de Varzim (Portugal), quien solía decir que los brasileños hablaban un português com açúcar. También citó el verso Minha pátria é minha língua ("Mi patria es mi lengua"), del tema musical Língua de Caetano Veloso: una adaptación que el cantante y compositor hizo de Bernardo Soares (Fernando Pessoa) en el Libro del Desasosiego: Minha pátria é a língua portuguesa ("Mi patria es la lengua portuguesa"). Según Alckmin, el museo estimulará el estudio y será muy importante no solo para los estudiantes, sino también para la formación de los profesores y la propia preservación del idioma.

Eso muestra una vez más el importante papel de Brasil en el marco del desarrollo de la lengua portuguesa. Es una iniciativa extraordinaria para el refuerzo de la solidaridad entre los pueblos que hablan portugués

Complementó Antônio Isaac Monteiro, Ministro de Relaciones Exteriores de Guinea-Bissau. Finalmente, José Roberto Marinho fue categórico:

Es fundamental que las personas se comuniquen. Se precisa conocer el idioma para poder profundizar en otros temas. Y en este espacio, encontramos una forma de conducir a las personas hacia el estudio, hacia el interés por la lengua y también logramos insertar en el día a día una parte importante del mundo académico

El día siguiente, 21 de marzo, las puertas del Museo de la Lengua Portuguesa se abrieron al público.

## El museo
A pesar de que la palabra museo puede implicar en ciertas ocasiones la idea de algo rústico y antiguo, el establecimiento tiene un carácter innovador y predominantemente virtual. Combina arte, tecnología e interactividad, pero a la vez, no deja pasar por alto a sus visitantes que está situado en un sitio histórico. Cuenta con las más diversas exposiciones, en las que a través de objetos, videos, sonidos e imágenes proyectadas en grandes pantallas se abordan distintos aspectos de la lengua portuguesa, considerada desde el punto de vista del patrimonio cultural de los pueblos lusófonos.
El museo ocupa tres pisos de la Estação da Luz, con una superficie total de 4.333 m2. Creación del arquitecto brasileño Rafic Farah, en la entrada hay una placa con la inscripción Árvore da Língua, (Árbol de la lengua) haciendo referencia a una escultura de tres pisos de altura que tiene contornos de objetos como hojas y en la que las raíces las forman las palabras que dieron origen al portugués. El árbol puede ser visualizado en su totalidad cuando el visitante usa el ascensor de paredes transparentes que da acceso a los otros pisos. El director del museo es Antonio Carlos Sartini.

### Incendio
El 21 de diciembre de 2015 un incendio de grandes proporciones golpeó el edificio del museo, movilizando de 37 vehículos del Departamento de Bomberos y causando el cierre de la estación de Luz. Un bombero civil, empleado del edificio, resultó muerto debido a heridas ocasionadas al intentar apagar el fuego original. La edificación quedó totalmente destruida, el patrimonio arquitectónico del edificio fue construido en 1867 y había sido restaurado en su totalidad en 2006. Las instalaciones fueron restauradas y el museo abrió nuevamente el 12 de marzo de 2020.

Valorar la diversidad de la lengua portuguesa, celebrarla como elemento fundamental y fundador de la cultura y acercarla de los hablantes del idioma en todo el mundo. Fue con esos objetivos que nació el Museo de la Lengua Portuguesa; los mismos objetivos con los que él renace, en 2021, tras su reconstrucción en el edificio de la Estación Luz.
Museu da Língua Portuguesa

### Ambientes internos
El museo cuenta con los siguientes ambientes:
- Auditorio: El auditorio cuenta con una gigantesca pantalla de nueve metros de ancho, donde se presenta un cortometraje, creado por Antônio Risério y con dirección de Tadeu Jungle, sobre el surgimiento, historia, diversidad, poder e importancia de las lenguas para la humanidad. Al finalizar, la pantalla se convierte en una gran puerta basculante con acceso directo a la Praça da Língua (Plaza de la Lengua).
- Gran Galería: Espacio que recuerda una estación de tren y un gran túnel, posee una gigantesca pantalla de 106 metros de largo, donde se proyectan simultáneamente once películas, dirigidas por Marcello Dantas, Victor Lopes y Carlos Nader. Cada proyección ocupa nueve metros de la pared, con seis minutos de duración. Los temas tratados son, entre otros: la danza, las fiestas, los carnavales, el fútbol, la música, las relaciones humanas, la cocina, los valores, los saberes, temas cotidianos y uno dedicado a la cultura portuguesa. Participaron de la concepción de sonido e imágenes de ese amplio espacio Eloá Chouzal, Jorge Grinspum, Solange Santos, Mônica Médici, Marialice Generoso, Ana Lucia Pinho, Andréa Wanderley y Eduardo Magalhães, bajo la orientación y coordinación de Helena Tassara. Los textos-base fueron escritos por Antônio Risério, Manuela Carneiro da Cunha y Marilza Oliveira. Los guionistas fueron Isa G. Ferraz, Marcos Pompéia y Marcelo Macca.

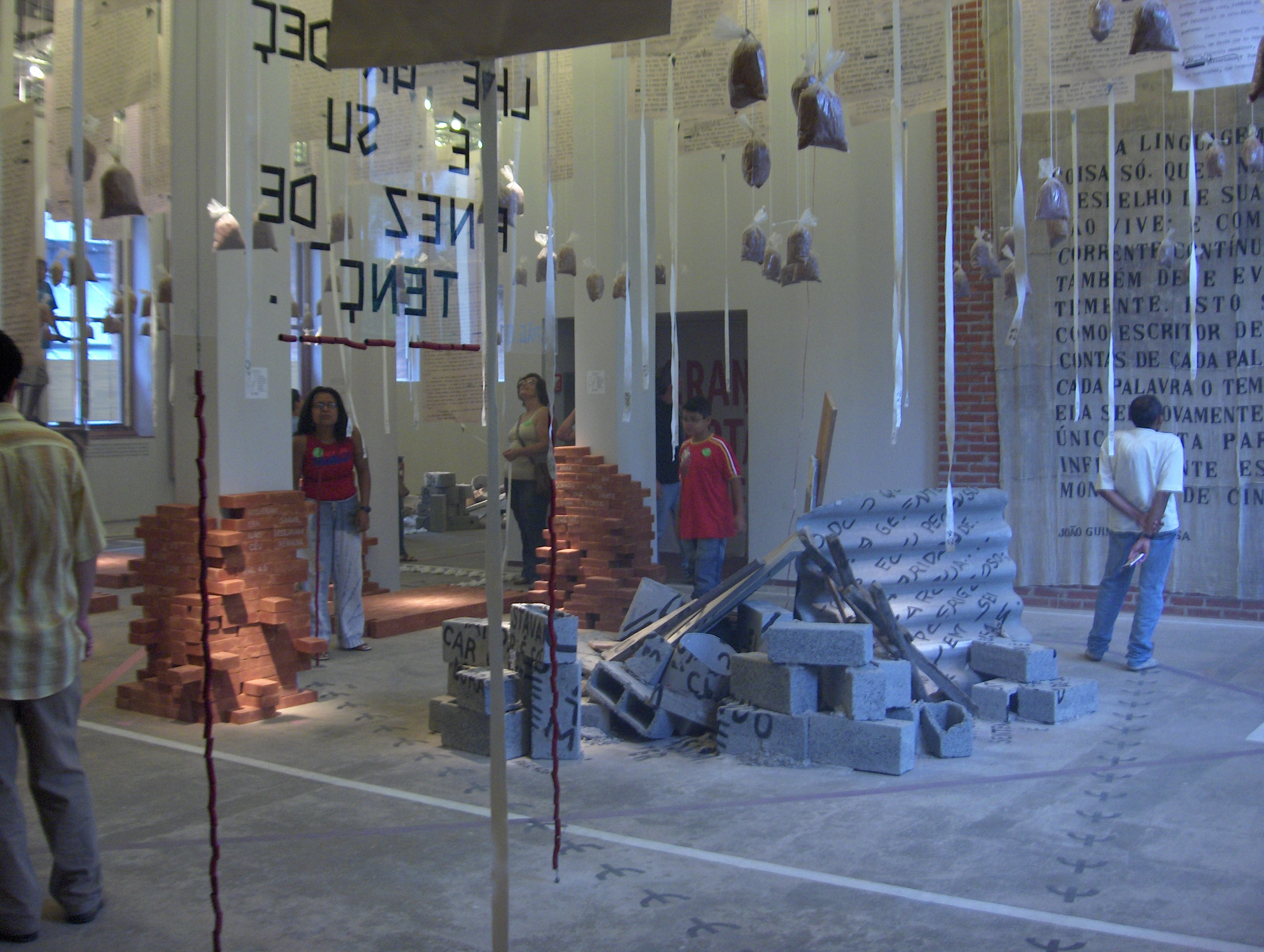
Salón de Exposiciones Temporales, situado en el primer piso del museo.

- Exposiciones Temporales: Es un ambiente destinado a las exposiciones temporales sobre el idioma. En la primera se celebra el quincuagésimo aniversario de un clásico de la literatura brasileña: Grande Sertão: Veredas, de João Guimarães Rosa. En esta primera exposición hay siete caminos por recorrer, cada uno correspondiente a un personaje o a un aspecto importante del libro. Cabe destacar que el museo tiene en su haber el manuscrito original de la obra, con correcciones provenientes del puño del propio autor. Colgando del techo, han sido colocadas unas ampliaciones del texto original, con el objeto de que el visitante pueda apreciar en detalle el proceso de escritura de la obra y las observaciones hechas por Guimarães Rosa mientras la escribía.
- Juego de la Etimología: Considerado uno de los espacios más lúdicos de la exposición permanente, donde los visitantes se divierten moviendo imágenes que contienen fragmentos de palabras, que incluyen sufijos, prefijos y raíces, formando un juego curioso que tiene como objetivo formar palabras completas. Una vez que se alcanza el objetivo, la mesa de proyección se transforma en una pantalla futurista que muestra animaciones y filmes sobre el origen y el significado de la palabra formada. Fue creado por Marcelo Tas con la colaboración del etimologista Mário Viaro.
- Mapa de las hablas: Una gran pantalla interactiva que muestra las hablas de Brasil, donde es posible navegar por el mapa y escuchar audios con muestras de la forma de hablar de los brasileños de distintos estados del país. En la página de Internet del museo se pueden escuchar esas cintas.

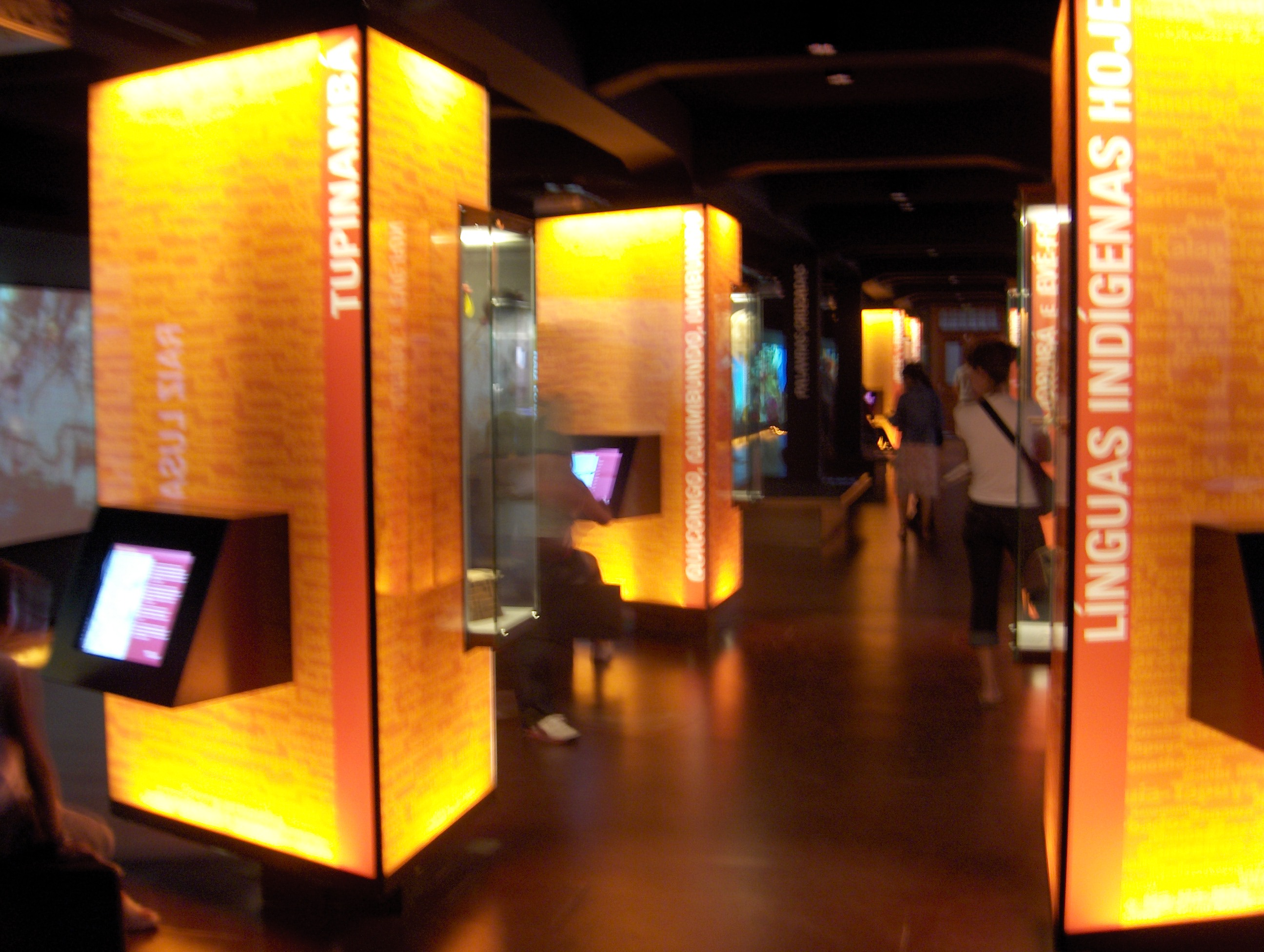
Tótems interactivos que permiten el acceso multimedia a informaciones sobre las lenguas que influyeron en la formación del dioma portugués contemporáneo.

- Palabras cruzadas: Espacio con ocho "tótems" multimedia, en formato triangular que están dedicados a las lenguas que formaron e influyeron en el portugués brasileño. Compuesto de dos tótems dedicados a las lenguas africanas, dos a las lenguas indígenas, uno para el idioma español, uno compartido entre el inglés y el francés, uno para los idiomas de los inmigrantes y el último para el portugués en el mundo. Cada tótem posee tres monitores interactivos, uno por lado. El objetivo de los tótems es transmitir la riqueza cultural de la lengua portuguesa, así como también mostrar la contribución de los pueblos que ayudaron a construir el idioma y la identidad brasileña.

El guionista Marcello Macca, bajo coordinación de Isa G. Ferraz, desarrolló los contenidos de las pantallas multimedia sobre la base de textos pertenecientes a Ataliba Teixeira de Castilho, Aryon Dall'Igna Rodrigues, Yeda Pessoa de Castro, Alberto da Costa e Silva, Ivo Castro, Carlos Alberto Ricardo, Marilza Oliveira, Ana Suely Cabral, Ieda Alves, Mirta Groppi, Oswaldo Truzzi y Mario Eduardo Viaro.
- Plaza de la Lengua: Parecida a un anfiteatro con gradas, es un planetario de palabras en el cual hay efectos visuales que se proyectan en el techo y un piso que se torna luminoso. En la pantalla se presentan los grandes clásicos de la prosa y de la poesía en sonidos e imágenes. Los temas tratados son, entre otros: el amor, el exilio, las personas, las favelas y la música, y están acompañados de imágenes creadas por Eduardo Menezes, Guilherme Specht y André Wissenbach bajo la dirección artística de Marcello Dantas y una producción musical y sonora de Cacá Machado. La selección, que reúne poesías de Carlos Drummond de Andrade, Gregório de Matos, Fernando Pessoa y Luís de Camões, textos de João Guimarães Rosa, Euclides da Cunha y Machado de Assis y canciones de Noel Rosa y Vinícius de Moraes, fue elaborada por los profesores de literatura y músicos José Miguel Wisnik y Arthur Nestrovski. La presentación completa posee tres versiones de veinte minutos cada una, que se proyectan de forma alterna. Los narradores seleccionados son, entre otros, Arnaldo Antunes, Bete Coelho, Chico Buarque, Juca de Oliveira, Maria Bethânia, Paulo José, Zélia Duncan, escogidos por la belleza de sus voces.

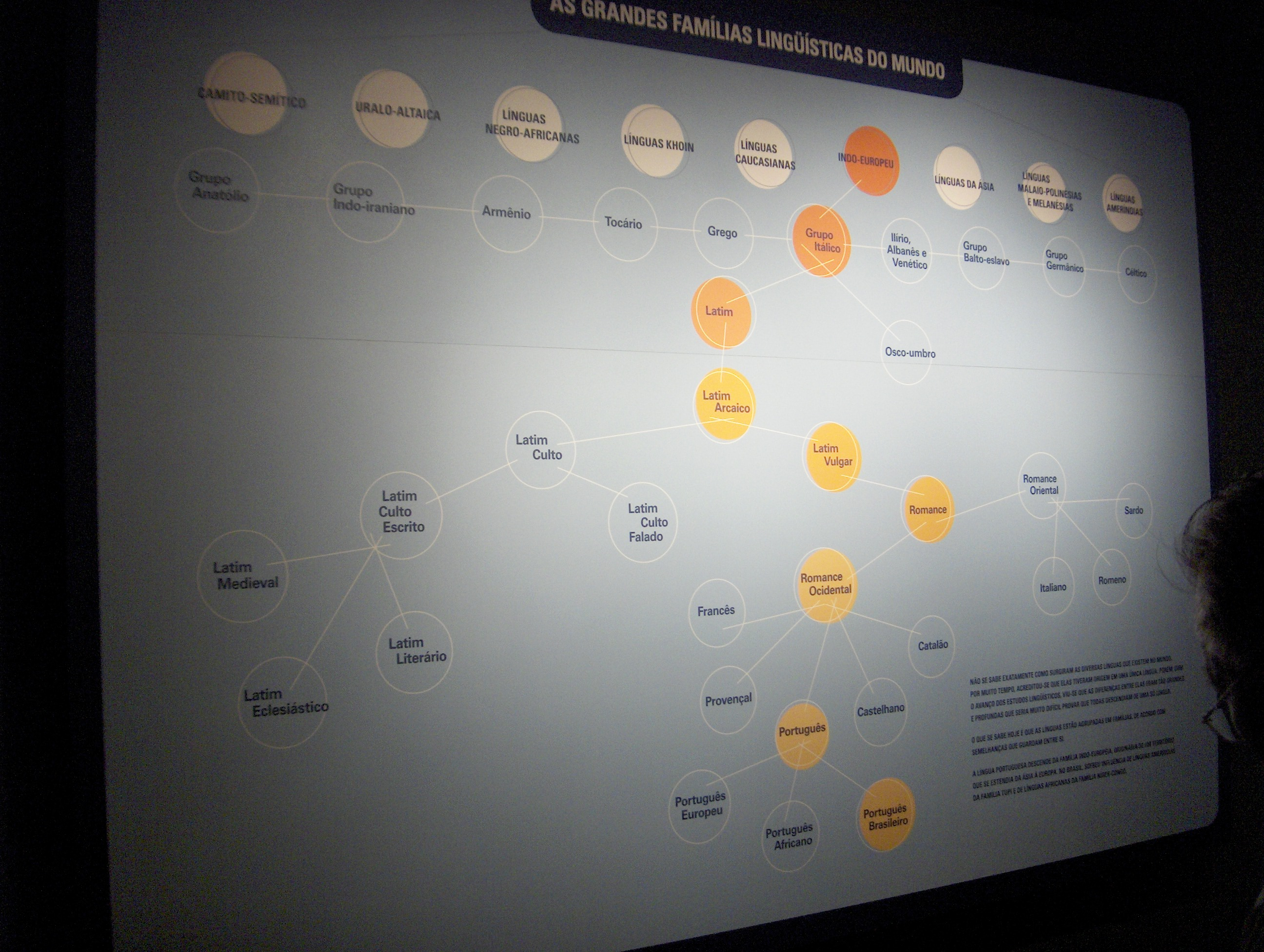
Diagrama de las Grandes Familias Lingüísticas del Mundo, donde es posible vislumbrar las raíces indoeuropeas del latín, y todos los caminos recorridos hasta llegar al portugués moderno.

- Línea del Tiempo o Historia de la Lengua Portuguesa: En un gran panel, producto de la investigación del profesor Ataliba de Castilho, se muestran los orígenes remotos e indoeuropeos de la lengua portuguesa, presentando la evolución histórica del portugués desde el etrusco, el latín clásico y vulgar, las lenguas romances antiguas y las tres ramas que componen el núcleo del portugués brasileño contemporáneo: el portugués lusitano, las lenguas indígenas y las africanas, revelando que la historia de la lengua portuguesa se remonta a cuatro mil años antes de Cristo. El panel cubre, en total, un período de seis mil años de historia humana. Una selección de 120 grandes obras de la literatura brasileña, escogidas por Alfredo Bosi, complementa la exposición histórica de la lengua.

### Ejes del idioma
El museo se propone analizar la lengua portuguesa sobre la base de algunos ejes principales:
- Antigüedad: La lengua se estudia en sus aspectos históricos, desde sus orígenes latinos hasta su llegada a Brasil.
- Arte: Se presentan los diversos usos literarios, musicales y poéticos de la lengua.
- Mestizaje: Se examinan las diversas fuentes culturales y lingüísticas que enriquecieron el idioma.
- Universalidad: Se muestra cómo la lengua es utilizada en diversas partes del mundo. Es oficial en ocho países, hablada en los cinco continentes y cuenta con aproximadamente 200 millones de hablantes nativos.

## Curiosidades
- Contrariamente a lo afirmado durante su inauguración, el Museo de la Lengua Portuguesa no es el primer museo dedicado a un único idioma en el mundo, existiendo por lo menos otro más: el Museo de la Lengua Afrikaans, fundado en 1975 en Sudáfrica.
- La Estação da Luz, considerada la puerta de entrada de la capital paulista, era el espacio donde se daba el primer contacto de los inmigrantes con el idioma del país en las postrimerías del siglo XIX.
- El museo está instalado en una edificación situada encima del andén de la Estação da Luz, en el centro de São Paulo, por donde pasan cerca de 300.000 personas diariamente.[13]
- El proyecto y la implementación del museo son resultado de una sociedad mixta con capitales públicos y privados, conocidas en Brasil como PPP's.
- La primera exposición temporal del museo tuvo como atracción la conmemoración del quincuagésimo aniversario de la novela Grande Sertão: Veredas, de João Guimarães Rosa, organizada por la directora artística y escenógrafa Bia Lessa. Esta muestra tuvo un plazo de exposición de seis meses.El error ya fue corregido.

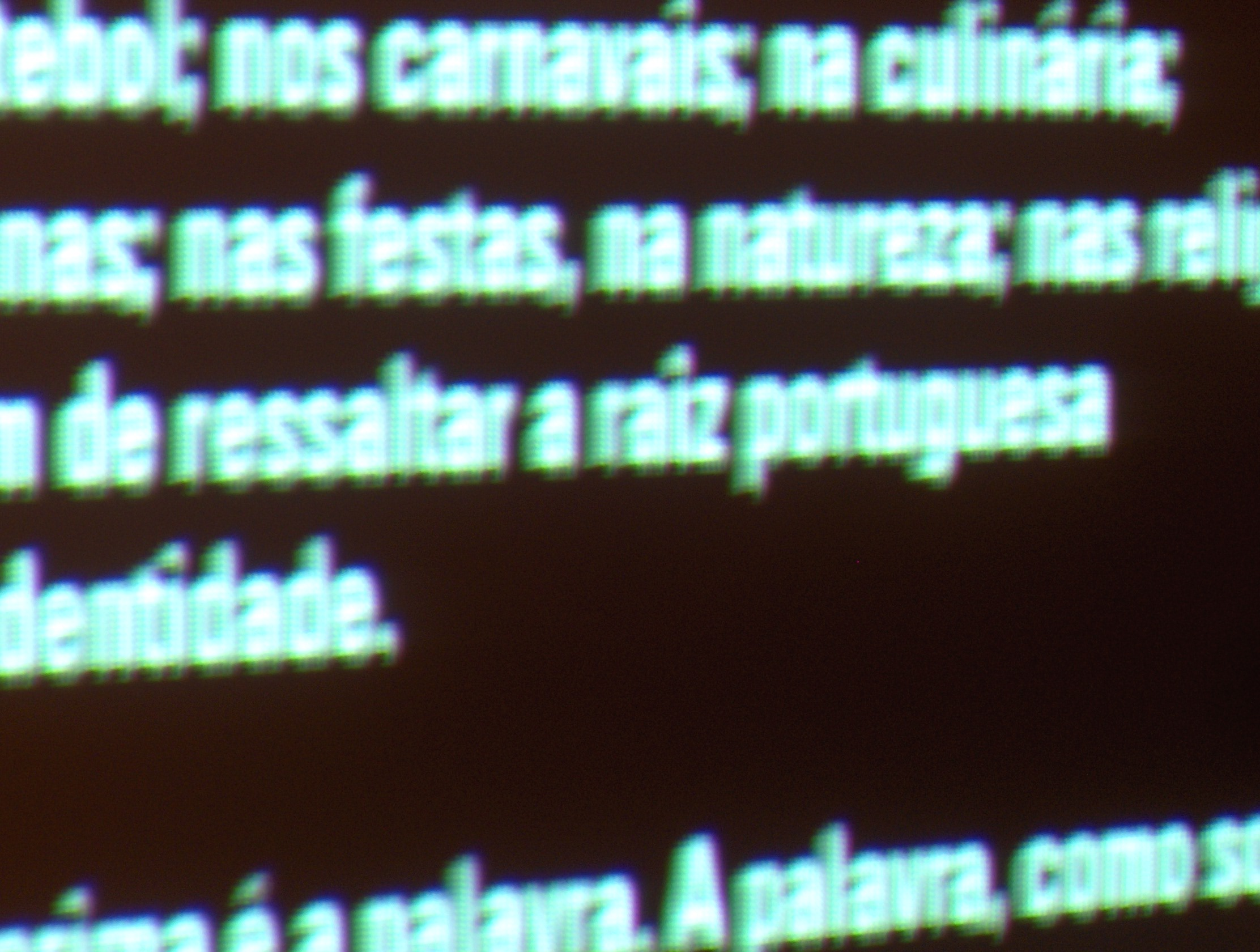
El error ya fue corregido.

- Durante la ceremonia de inauguración, en uno de los paneles se encontraba escrita la palabra "raíz", cuando lo correcto en portugués es raiz, sin la tilde. El error fue consecuencia de una divergencia ortográfica entre épocas diferentes y fue corregido posteriormente.
- Los medios de comunicación se refieren al museo como parque de diversiones de la lengua portuguesa debido a la naturaleza lúdica de sus exposiciones.[14]
- La ceremonia de inauguración se realizó al son de las canciones brasileñas Asa Branca (de Luiz Gonzaga) y Trem das onze (de Adoniran Barbosa), además del fado portugués Foi Deus (de Roberto Gomes).[13]
- El primer proyecto del museo es el Programa de Formación de Educadores, coordinado por la Secretaría Estatal de Educación de São Paulo y por la Fundación Roberto Marinho. Tiene como principal objetivo la capacitación de 4.800 profesores de las áreas de Lengua Portuguesa, Literatura, Educación Artística, Geografía e Historia, involucrando a cerca de trescientas escuelas públicas.
- La Gran Galería es considerada una de las mayores pantallas de proyección del mundo, con 106 m de largo, en la que se utilizan 38 proyectores que exhiben simultáneamente cuatro filmes sobre la relación de la lengua portuguesa con los más variados aspectos de la cultura brasileña. El software utilizado es Watchout, de la empresa sueca Dataton.
- El 23 de mayo de 2006 el museo recibió a su visitante número cien mil, el cual fue premiado con una credencial permanente entregada por João Batista de Andrade, secretario de cultura del Estado de São Paulo, y por el director del museo, Antonio Carlos Sartini.[10]
- Aunque está abierto de martes a domingo de 10:00 a 18:00, el ingreso de visitantes está permitido solo hasta las 17:00. La entrada cuesta cuatro reales brasileños para el público general. Los menores de diez años, personas mayores de sesenta y profesores de escuelas públicas acceden en forma gratuita. Hay un descuento del 50 % para estudiantes.